# Peritresius
Peritresius — викопний рід морських черепах, що існував у пізній крейді. Скам'янілості представників роду знайдені на сході США (у штатах Алабама, Меріленд, Міссісіпі, Нью-Джерсі).